# Necròpolis romana de Vilassar de Mar

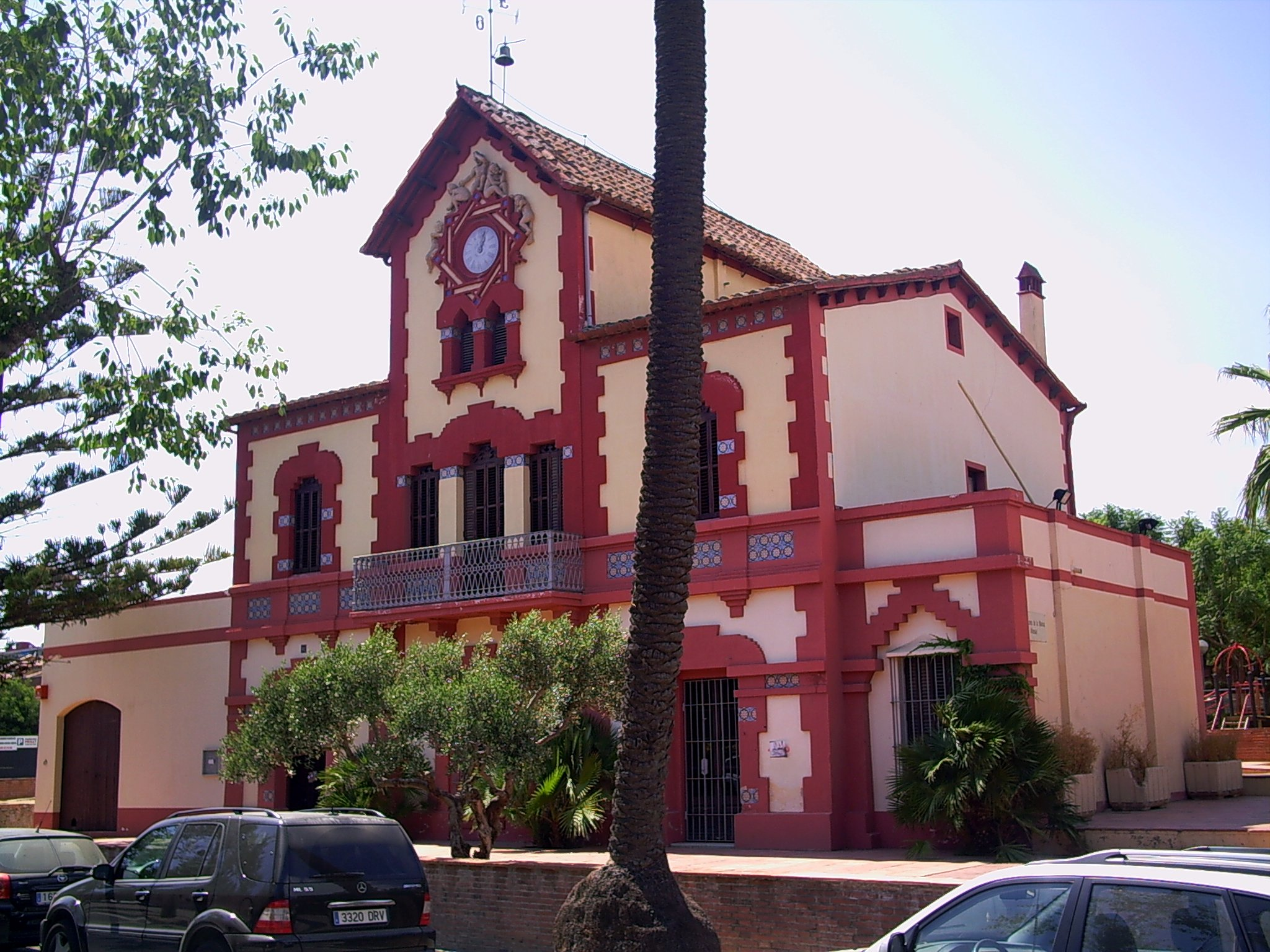
Museu de la Marina, s'hi exposen restes de la necròpolis romana de Vilassar de Mar

La necròpolis romana de Vilassar de Mar (el Maresme), vil·la romana, i crematori, estàn inclosos a l'Inventari del Patrimoni Arqueològic i Paleontològic de Catalunya.
Daten d'entre els segles IV i V i s'ubicava al terreny on actualment hi ha la piscina municipal, al final de l'avinguda Arquitecte Eduard Ferrés i Puig.
Fou excavada en dues campanyes durant els anys 1998 i 2001 per l'empresa Atics, sota la direcció d'en Miquel Gurrera i Martí. El finançament de l'excavació fou a càrrec de l'Ajuntament de Vilassar de Mar i l'estudi antropològic va ser fet per la Núria Armentano i en Santi Safont. Les restes trobades van ser dipositades al Museu de la Marina on hi ha una exposició permanent amb part dels materials trobats.
La construcció de la piscina municipal comportà una primera prospecció del terreny, ja que es coneixia de l'existència de restes romanes en aquella zona. Fou llavors quan es localitzà la necròpolis i es procedí a la seva excavació.
El cementiri localitzat constava al voltant de cent tombes que foren excavades. Estava situat relativament a prop de la Via Augusta que vorejava la costa. En aquella època era costum d'enterrar els difunts a prop de les vies de comunicació i segons les lleis, sempre fora dels recintes urbans.
Les sepultures trobades estaven en força mal estat de conservació degut al pas dels anys i els efectes del pes de les sorres, les humitats i els treballs agrícoles. Les tombes eren modestes, orientades la majoria amb els peus cap a mar i el cap a muntanya. Fetes amb teules i àmfores i pertanyents a gent amb un poder adquisitiu baix.
Les tombes fetes amb teules romanes planes, que s'anomenen "tegulae", són de dos tipus: les de teulada a doble vessant i les de coberta plana. També s'hi van trobar enterraments dins d'àmfores, aquestes però per a infants i en menor quantitat.
Només una de les tombes contenia aixovar funerari, en concret una moneda de bronze dipositada dins de la boca d'un nen. Aquesta pràctica romana es feia per tal que el difunt pogués pagar al barquer que transportava les ànimes cap a l'altre món. El fet que la majoria d'enterraments són sense aixovar seria indicatiu que el cristianisme s'estava estenent a la zona en detriment de la religió pagana.
Una altra sepultura estranya és la que contenia una dona d'entre 25 i 35 anys que era enterrada juntament amb un infant d'uns 3 o 4 anys. És un fet que indicaria la possible mort per accident de mare i fill al mateix temps.
La senzillesa dels enterraments fa pensar que es tractaria d'un cementiri rural per a treballadors d'una o dues vil·les situades a prop.